# Карстен, Андрей Яковлевич
Андрей Яковлевич Карстен  (8 февраля 1923, Карла Либкнехта, Лутугинский район — 17 июля 1997, Караганда) — советский проходчик, Герой Социалистического Труда (1966), Почётный шахтёр СССР (1957), заслуженный строитель Казахской ССР (1965).

## Биография
Родился в 1923 году в селе Марьевка Славяносербского района Луганского округа Донецкой губернии Украинской ССР (ныне — Карла Либкнехта Лутугинского района Луганской области) в семье шахтёра.
В 1942—1961 годах — проходчик комбината «Карагандашахтстрой» на Саранском и Шерубай-Нурском угольных участках.
В 1962—1980 годах — бригадир управления строительства скважин и проходки шахт «Карагандашахтопроходка».
В 1980—1981 годах — мастер склада по хранению древесины, с 1982 года — кладовщик в цехе переработки древесины шахтостроительного управления «Карагандашахтопроходка».
Депутат Верховного Совета Казахской ССР 8-го созыва.
Награждён орденом Ленина, орденом Трудового Красного Знамени.
Проживал в Караганде.